# Antonio Alfageme
Antonio Alfageme del Busto, nacido en Vigo el 28 de diciembre de 1916 y fallecido en la misma ciudad el 20 de abril de 1974, fue un empresario gallego.

## Trayectoria
Hijo de Hermenegildo Alfageme Fernández lo sucedió a su muerte en 1962 dirigiendo la empresa Bernardo Alfageme. Fue presidente del Real Club Celta entre 1958 y 1959. Fue presidente de la Unión de Fabricantes de Conservas de Galicia y también cónsul honorario de Chile. Apareció apuñalado el 20 de abril de 1974 en su oficina de Vigo. El asesinato fue atribuido a Francisco Rodríguez, el marido de su amante.
| Predecesor: Antonio Herrero Montero | Presidente del Celta de Vigo 1958 - 1959 | Sucesor: Celso Lorenzo Vila |